# Nöbbele, Värnamo kommun
Nöbbele en bebyggelse i Värnamo socken strax söder om  Värnamo i Värnamo kommun i Jönköpings län. Bebyggelsen klassades till 2023 som en del av tätorten Värnamo, för att 2023 klassas som en separat småort.